# Metepeira uncata
Metepeira uncata är en spindelart som beskrevs av F. O. Pickard-Cambridge 1903. Metepeira uncata ingår i släktet Metepeira och familjen hjulspindlar. Inga underarter finns listade i Catalogue of Life.